# Marcos Mathías
Marcos Mathías (Maracay, Venezuela, 12 de mayo de 1970) es un exfutbolista y entrenador venezolano que actualmente es asistente técnico de Rafael Dudamel en el Atlético Bucaramanga de la Primera A. Jugaba como defensa y su último equipo fue Trujillanos Fútbol Club de la Primera División de Venezuela. Jugó 19 partidos con la selección de Venezuela entre 1993 y 1997, debutando el 24 de febrero de 1993 en un amistoso frente a Colombia.
Como entrenador dirigió al Deportivo Anzoátegui de la Primera División de Venezuela, durante los 12 meses del año 2008. Quedó en el cargo de director técnico del Deportivo Anzoátegui gracias a que César Farías se va a dirigir a la Selección de fútbol de Venezuela, y Mathias que era su asistente técnico se quedó con el cargo. El 30 de diciembre de 2008 renuncia al club por diferencias con la directiva. Tras el paso por la selección nacional de Venezuela, siendo el asistente técnico de César Farías. Marcos se desempeñó junto con Lino Alonso como asistente técnico de César Farías en el Club Tijuana. Regreso a Venezuela para dirigir a Mineros de Guayana, y luego al Carabobo Fútbol Club.

## Entrenador
Inició su andar dirigiendo al ANZOATEGUI en sustitución del técnico CESAR FARÍAS en 2007, dirigiendo un solo partido (derrota 1:5 ante el ARAGUA FC). Anteriormente dirigió al Deportivo Anzoátegui desde el 13 de enero del 2008 partido que perdió frente al Unión Atlético Maracaibo 1 - 0 en el Estadio Pachencho Romero de la ciudad de Maracaibo. Desde ahí logró el tercer lugar del Torneo Clausura de Venezuela 2008 detrás del Deportivo Táchira y el Caracas Fútbol Club. El 27 de abril del 2008 dirigiendo al Anzoátegui el club logró la mayor goleada de la temporada 2007/2008 en el fútbol venezolano ganándole 7 - 1 a Estrella Roja Fútbol Club. El 30 de diciembre del 2008, renunció como director técnico del Deportivo Anzoátegui.

### Selecciones menores
Su primera labor como técnico de las selecciones menores de Venezuela comenzó con su participación en el Campeonato Sudamericano Sub-20 de 2011 en Perú, donde quedó eliminado en la primera fase y logrando la 9ª posición. Ese mismo año dirigiría a la selección sub-17 en el Campeonato Sudamericano Sub-17 de 2011 de Ecuador, donde nuevamente su equipo quedaría eliminado en la primera fase y logrando el 10° puesto. Posteriormente dirigiría a la selección sub-20 en el Campeonato Sudamericano de Fútbol Sub-20 de 2013 en Argentina donde una vez más quedaría eliminado en la primera fase al registrar 1 victoria, 1 empate y 2 derrotas, declarando más tarde sentirse conforme con la posición lograda. Con esta actuación registra una marca 1 victoria, 4 empates, 7 derrotas. 3 torneos juveniles, 3 veces eliminado en 1° ronda.